# 屍體農場
尸體農場是一个研究在各种环境下人類尸體分解的露天場所。通過研究暴露在空氣中的尸體，可以更好地了解尸體分解过程，从而可以推斷人类遗体的死亡时间和狀況。第一個尸體農場是由人类学家威廉·M·巴斯博士于1971年在田纳西州诺克斯维尔市的田纳西大学創建。
美国有七个尸體農場，其中位於德克萨斯州立大学弗里曼牧場的尸體農場佔地最大，達26英亩。在澳大利亚也有一个尸體農場。

## 大学內的尸體農場
美国的七个尸體農場分別位於田纳西大学、西卡羅來納大學、德克萨斯州立大学、萨姆休斯顿州立大学、南伊利诺伊大学系统、科罗拉多州梅萨大学和南佛罗里达大学。

### 田纳西大学
人类学家威廉·M·巴斯博士于1971年成为田納西大學人类学系主任，作为法医人类学家，他经常在涉及腐烂人类遗体的警方案件中接受咨询。但由于不存在专门研究尸體分解的場所，他于1972年創建了尸体农场，並從1981年末开始，威廉·M·巴斯博士就把位于田納西大學研究中心后面的田纳西大学人类学研究设施作為專門研究人类遗体分解的場所。
田纳西大学人类学研究设施由2.5-英畝（10,000-平方）的樹林地組成，並被铁丝网围起来。在任何时候，都会有许多尸体放置在田纳西大学人类学研究设施中不同的位置並讓其自然分解。研究人員將觀察和記錄尸體分解过程，包括分解的次序和速度以及昆虫活动的影响。人类尸體分解作用研究从尸體新鮮阶段就开始，接下來是尸體膨胀阶段和腐烂阶段，最后是干燥阶段。
每年有100多具尸体被捐赠给田纳西大学人类学研究设施。有些人在去世前进行预登记，而另一些人则是由尸體家人或法医捐赠的。人类学家格罗弗·克兰茨去世後也將遺體捐贈給田纳西大学人类学研究设施進行研究。
田纳西大学的尸體农场还用于对执法人员进行犯罪现场技能方面培训。

### 西卡罗来纳大学
在美国开设的第二个尸體農場位于北卡羅來納州Cullowhee的西卡羅來納大學，屬於西卡罗来纳州人类识别实验室（Western Carolina Human Identification Laboratory）的一部分。它于2006年开放，由西卡羅來納大學的法医人类学項目在一個山坡上運作。

### 德克萨斯州立大学
德州州立大学圣马科斯市校區人类学系在威廉·M·巴斯博士的学生Michelle Hamilton指導下建立了一個法医人类学研究机构（Forensic Anthropology Research Facility）作為尸體農場。2008年2月12日，得克萨斯州立大学宣布，該法医人类学研究機構位于圣马科斯西北的213号县道旁的弗里曼牧场。
德州州立大學的尸體農場運營後，每五、六个月都會有尸体運到此處。这些尸体通常来自德克萨斯州的医院、殯儀館或法醫。

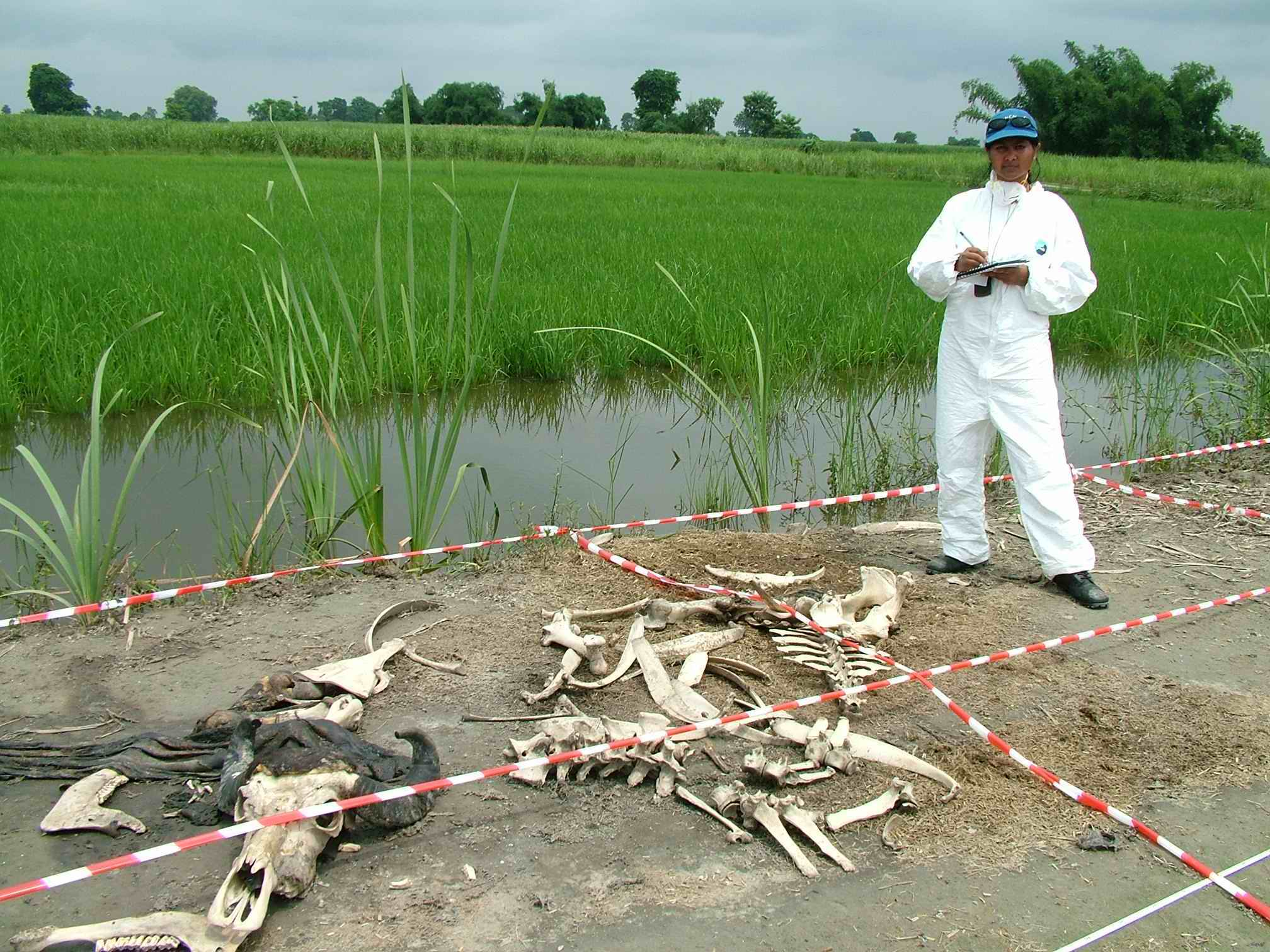
一位研究人員在尸體農場記錄牛的骸骨狀況

## 另見
- 身体捐赠
- 法医昆虫学
- 法医病理学
- 屍陀林

## 资料来源
- 巴斯，比尔和杰斐逊，乔恩。 死亡之地：传说中的“尸体农场”内 。 时代华纳2003，300pp。 ISBN 0-316-72527-7 书号   0-316-72527-7
- 罗奇，玛丽 。 僵硬：人类尸体的好奇生活 。 WW Norton，2003年。224pp。 ISBN 978-0-393-32482-2 书号   978-0-393-32482-2